# Jodhpurs
Pour la ville d'Inde, voir Jodhpur.

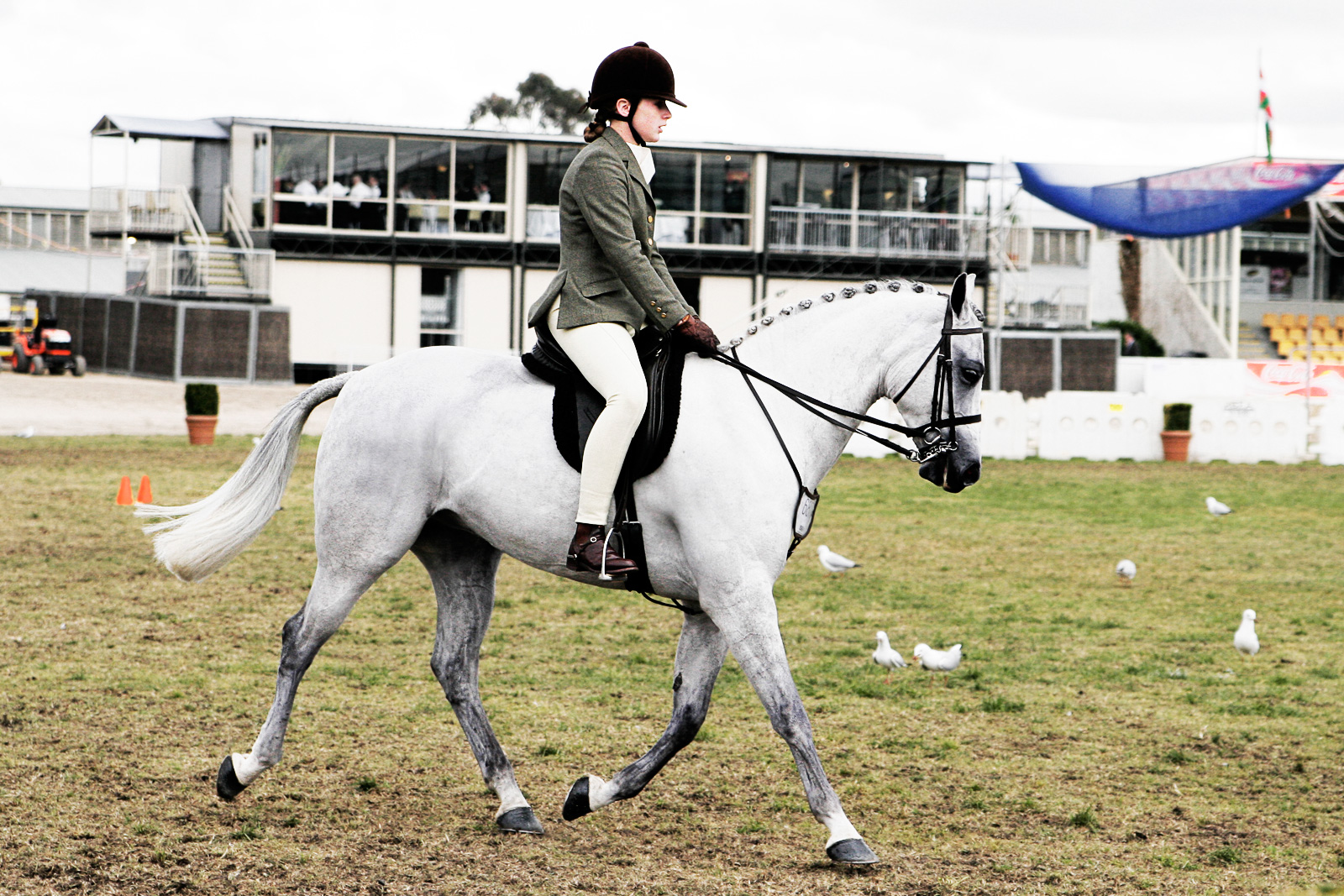
Une cavalière portant des jodhpurs.

Les jodhpurs sont un pantalon d’équitation importé des Indes par les officiers anglais, ajusté du genou à la cheville et qui se porte sans bottes. Utilisés par les joueurs de polo, ces pantalons se portaient avec des bottines. 
Leur nom, emprunté de l’anglais jodhpurs (abréviation de Jodhpur breeches, pantalon de Jodhpur), est toujours au pluriel et vient de la ville de Jodhpur en Inde, dont ces pantalons sont issus.
Sous ce terme sont aussi désignées les bottines montant jusqu'aux chevilles portées avec ces pantalons.